# Preta Gil
Preta Maria Gadelha Gil Moreira (Rio de Janeiro, 8 de agosto de 1974 – Nova Iorque, 20 de julho de 2025) foi uma cantora, atriz, apresentadora e empresária brasileira. Filha do músico Gilberto Gil e da empresária Sandra Gadelha, era também meia-irmã do músico Bem Gil, da culinarista e apresentadora Bela Gil e da cantora Nara Gil, e sobrinha do músico Caetano Veloso.
Iniciou sua carreira profissional como diretora nas produtoras Conspiração e Dueto, onde também era sócia. Em 2002, decidiu se lançar como cantora, tendo liberado quatro álbuns de estúdio: Prêt-à Porter (2003), Preta (2005), Sou Como Sou (2012) e Todas as Cores (2017). Como personalidade de televisão, atuou como atriz em telenovelas como  Agora É que São Elas (2003) e Caminhos do Coração (2007–08), e apresentou programas como Caixa Preta (2004) e Vai e Vem (2010), além de integrar o elenco fixo do Esquenta! (2011–13). No carnaval do Rio de Janeiro foi a criadora do Bloco da Preta, um dos marcos dos chamados megablocos da cidade. Como empresária, foi  fundadora e sócia-diretora da Music2Mynd.

## Biografia
Preta Maria Gadelha Gil Moreira nasceu em 8 de agosto de 1974, no Rio de Janeiro, filha do músico Gilberto Gil com a empresária Sandra Gadelha, com quem o artista casou-se em 1969 e viveu até 1980. Os dois também são pais de Pedro, nascido em 1970, em Londres, durante o exílio de Gil na ditadura militar no Brasil, e Maria, nascida em Salvador, em 1976. Preta teve outros irmãos pelo lado paterno: Bem Gil, Bela Gil, Nara Gil, Marília Gil e José Gil. Também considerava Marina Morena sua "irmã de consideração". Criada desde a infância nos bastidores do meio artístico, Preta teve como madrinha a cantora Gal Costa e considerava seu tio o cantor Caetano Veloso; este que foi casado com Dedé Veloso, irmã de sua mãe. Assim que casaram, Gil e Sandra foram para Londres, Reino Unido buscando exílio do regime militar. Em 1972, o casal retornou para o Brasil, direto para Salvador, Bahia e, depois, para o Rio de Janeiro. Apesar de ser fruto de um relacionamento inter-racial, entre uma mulher branca e um homem negro, a cantora se identificava como negra, explicando: "O [nome] Preta é responsável pela minha força, pela minha personalidade. Eu sou uma mulher mestiça, que me considero preta. Sempre me considerei preta não só pelo meu nome mas pela minha ancestralidade, pela figura do meu pai, da minha família. Conforme fui crescendo, entendi que estava misturado, mas sempre me senti preta".
A artista teve como segundo nome Maria, segundo contou a própria cantora, por conta de uma condição imposta pelo tabelião do cartório para registrá-la como Preta, conforme a artista contava: "Meu pai foi ao cartório, me registrar, com a minha avó materna, a vó Wangry, minha avó branca, que é mãe da minha mãe. Chegando lá o tabelião falou: 'Você não vai poder registrar o nome de sua filha de Preta.' Imagina! Vocês conhecem meu pai, sabem que ele gosta de falar e já começou a fazer discurso. 'Mas por quê? Existem Biancas, Brancas, Claras, Rosas e não pode ter Preta?' E o tabelião disse: 'Tudo bem, você vai botar Preta, mas só se botar um nome católico junto.' Então eu me chamo Preta Maria por conta do tabelião e pela Mãe Divina." Preta viveu no Rio de Janeiro até um ano de idade e, depois, mudou-se com a família novamente para Salvador, onde foi alfabetizada.
Ao voltar a morar no Rio de Janeiro, em 1979, durante o período escolar, chegando na escola nova, a professora pediu que ela falasse o alfabeto para toda a turma. Como tinha aprendido as letras em Salvador, Preta se animou para declamá-las, mas foi surpreendida com os risos dos colegas. O preconceito linguístico da professora e dos colegas se deu pela fonética das letras. Em Salvador e em outras cidades do Nordeste do Brasil, algumas letras costumam ser ensinadas de forma diferente para as crianças. Ela também sofreu bullying na escola devido à fama de seu pai e à visão negativa que alguns colegas tinham sobre ele, conforme a cantora conta em seu livro Preta Gil: Os primeiros 50: "Meu pai naquela época era mais conhecido por já ter sido preso e por fumar maconha, do que como um ídolo. Era uma coisa meio; 'cuidado, ela é filha de negro, marginal, preso, que usa trança no cabelo'". Desde tenra idade Gil já se sentia atraída pela música e o palco, conforme contava: "Palco era uma coisa que me atraia muito. Toda vez que eu ia em show do meu pai, quando chegava no bis, que eu sabia que ele já tinha feito a parte dele, ele nem me chamava, mas eu e meu irmão subíamos lá. Ele ia pra percussão e eu já ia pro lado da minha irmã Nara, que era vocalista de apoio do meu pai, e já ficava cantando". Pedro morreu em 1990, aos 19 anos, em decorrência de um acidente de carro; o fato abalou severamente a família Gil.

## Carreira artística
Preta Gil começou a trabalhar na década de 1990, nas produtoras Conspiração e Dueto, onde criou videoclipes para cantoras como Ivete Sangalo e Ana Carolina e dirigiu materiais de grupos como KLB e SNZ, tendo papel fundamental na popularização do formato no Brasil. Seus trabalhos incluem ainda produções como "Criança", de Marina Lima, sua prima por parte de mãe. Em junho de 2002, Gil, motivada por amigos, decidiu investir na carreira de cantora e organizou um show no Rio de Janeiro. Em entrevista para a MTV Brasil, em 2003, ela comentou sobre esse momento: "Tinha alguma coisa que me agoniava, uma angústia, uma insatisfação que eu não sabia o que era porque, afinal de contas, eu era bem-sucedida, consegui crescer profissionalmente, financeiramente, tinha minha produtora e era querida por todo mundo com quem eu trabalhava. Por que eu não era feliz? Fui descobrir com terapia que era porque eu estava fugindo da minha essência, de mim mesma. O que eu queria mesmo era cantar, representar e fui me aprofundar mais em mim mesma e descobrir se essa minha intuição para o dom que eu tinha estava certa, se era isso mesmo. E descobri que era. Fiz um primeiro show [...] para meio que me testar mesmo. E foi tão bacana que eu achei muito bom continuar e caminhar nesse sentido de aprender e abandonei mesmo". Após reunir alguns músicos, ela gravou um disco demo, ganhando o interesse da Warner, que lhe ofereceu um contrato de gravação.
O álbum de estreia da artista, intitulado Prêt-à Porter, foi lançado em agosto de 2003. A capa e o encarte, na qual Gil aparece nua, fotografada por Vania Toledo, teve muita repercussão. A ideia era que as imagens simbolizassem o seu renascer como artista, mas acabou dando o que falar para além do seu significado; em entrevista para a Forbes, ela revelou: "Me chamavam mais para entrevistas do que para cantar", contando que, por vezes, havia mais interesse em saber o que o pai dela achou das fotos do disco do que da música em si. "Eu costumo dizer que eu era a Preta no mundinho da Tropicália, achava que as pessoas eram que nem a minha família – o mundo não era assim". Em uma crítica do projeto feita para o jornal O Globo, Bernardo Araujo considerou a ideia da cantora um misto de "apelação e mau gosto", enquanto a crítica do jornal Tribuna da Imprensa Mônica Loureiro questionou que, "se isso foi para chocar ou aparecer, é apenas uma opção dela. Será que alguém questionaria se ela estivesse dentro dos padrões de magreza branca?". Em julho estreia como atriz, dando vida à personagem Vanusa Silveira na telenovela Agora É que São Elas, da Rede Globo. Em março de 2004, assina contrato com a Rede Bandeirantes a convite da diretora Marlene Mattos, visando iniciar a carreira de apresentadora. Ela passou a comandar o Caixa Preta, nas noites de sábado da emissora, a partir de 31 de julho. Nesse período, foi convidada pela escritora Gloria Perez para integrar o elenco da novela América, da Rede Globo, mas recusou para priorizar o programa. O Caixa Preta foi cancelado em outubro porque a Bandeirantes descobriu que ela teria feito teste para substituir Angélica, na apresentação do Video Game, durante sua licença maternidade.

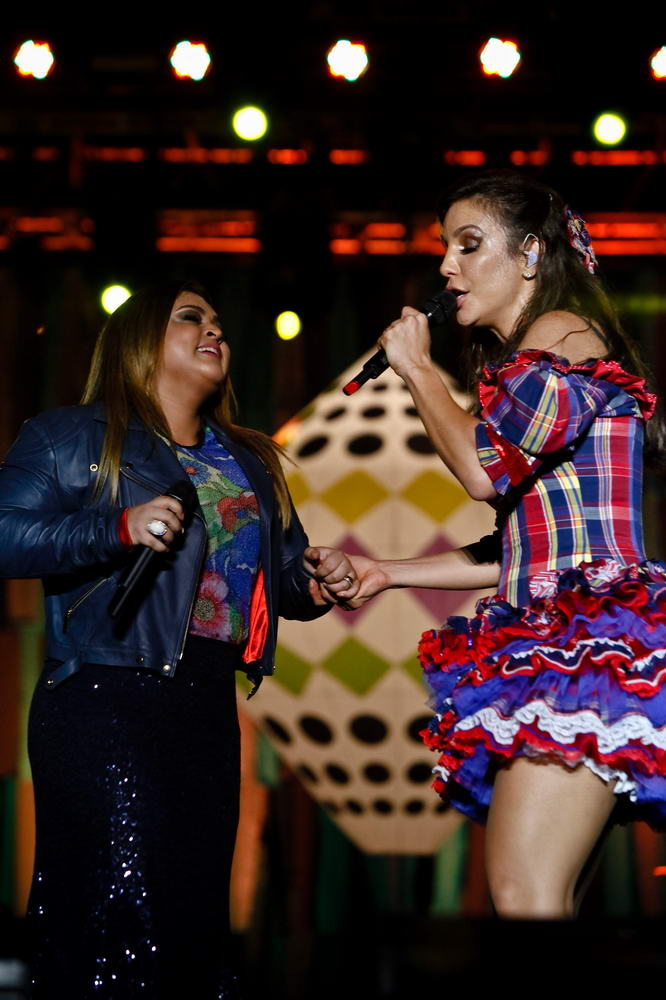
Gil apresentando-se ao lado de Ivete Sangalo (2012)

O segundo álbum de estúdio da artista, intitulado Preta, foi lançado em outubro de 2005 pela Universal. A troca de gravadora, de acordo com a intérprete, deu-se porque a Warner tolhia suas visões artísticas. No ano seguinte, estreia nos teatros, no espetáculo Um Homem Chamado Lee. Na peça, dirigida por Rodrigo Pitta, Gil interpretou uma travesti chamada Linda Lee ou Ivanildo Pereira, que tem fixação pela cantora Rita Lee e quer ser ela a qualquer custo. Em 2007, interpretou a vilã Helga, em Caminhos do Coração, da Rede Record. Anos mais tarde, ela revelou ter ficado surpresa com o sucesso da personagem: "Fiz um show em Cabo Verde na época, na África, e o aeroporto estava lotado. Eu perguntei: 'Tem alguma autoridade, alguém chegando comigo?' Minha produtora respondeu: 'Estou vendo as pessoas com cartazes escrito Helga', nem ela lembrava o nome da minha personagem. Saí no aeroporto, peguei minhas malas e as pessoas gritando 'Helga'. Foi uma loucura, eu amei". Após seu personagem sair da novela, Preta voltou a se dedicar mais à música. Ela estreou sua nova turnê, chamada Noite Preta, onde em 20 de outubro de 2009 gravou seu primeiro álbum ao vivo, na boate The Week, no Rio de Janeiro. O álbum contou com as participações de Ana Carolina ("Sinais  de Fogo") e Gilberto Gil ("Drão"), acompanhado na guitarra pelo neto Francisco, filho de Preta. Em 2010, foi apresentadora do talk show Vai e Vem, do canal a cabo GNT. Na atração, Gil recebia um convidado famoso para tratar sobre a vida sexual dele. O cenário era um elevador que desce e sobe. O programa foi exibido semanalmente às sextas-feiras. Também assumiu protagonismo no Carnaval, através do Bloco da Preta, lançado em 2010.

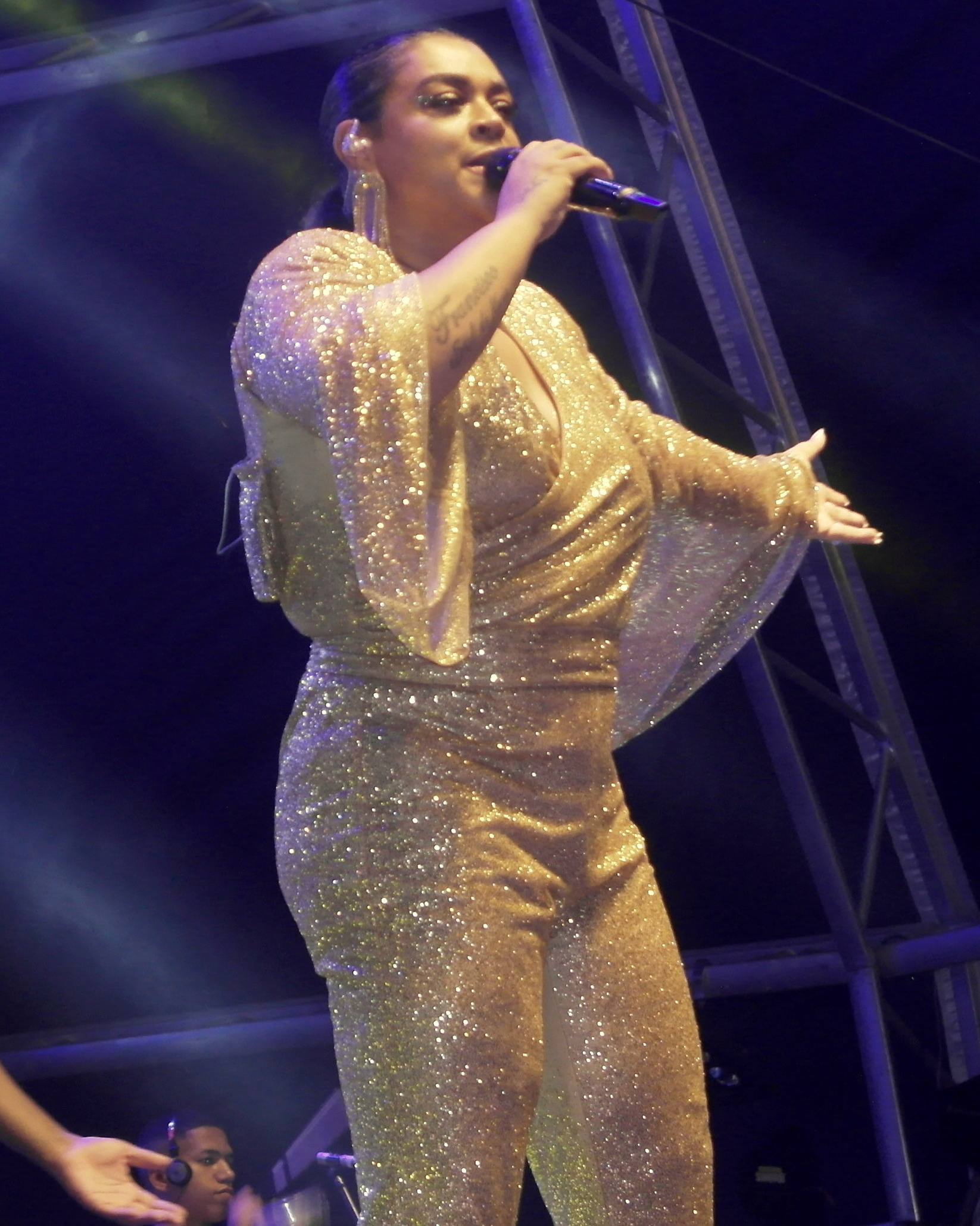
Gil ao vivo em Angra dos Reis (2023)

Entre 2011 a 2013, Gil foi comentarista do programa dominical Esquenta!, da Rede Globo, e atuou como Gláucia em um episódio da série As Cariocas (2010). No dia de seu aniversário de 38 anos, 8 de agosto de 2012, libera seu terceiro disco de estúdio, Sou Como Sou, por sua própria gravadora independente; a DGE Entertainment. A cantora celebrou 10 anos de carreira musical com a gravação de seu segundo álbum ao vivo Bloco da Preta. A celebração, que teve três horas de duração, aconteceu na noite do dia 23 de outubro de 2013, no Cintou, e contou com as participações de Lulu Santos, Ivete Sangalo, Anitta, Israel Novaes e Thiaguinho. No carnaval 2014, o cantor sul-coreano Psy cantou ao lado de Preta. Seu último álbum de estúdio, Todas as Cores, foi lançado em 2017. O material trouxe participações dos cantores Pabllo Vittar, Marília Mendonça e Gal Costa. Em 2024, lançou a autobiografia Preta Gil: os primeiros 50, no qual aborda o diagnóstico de câncer e o fim conturbado do casamento com Rodrigo Godoy, após uma traição enquanto a artista enfrentava o tratamento da doença. Em um dos momentos do livro, ela escreve: "A vida me deu a chance de enfrentar um câncer, de terminar relações que não me enriqueciam e de começar outras. Me deu a chance de ser avó! e de ser cada vez mais Preta".

## Vida pessoal
Em seu livro, Os Primeiros 50, Gil relatou que seu primeiro relacionamento foi com uma mulher, chamada Adriana. Ela escreve: "Era linda, também era modelo, bem andrógina. Eu me apaixonei. A exemplo do que aconteceu com os crushes da escola, Adriana me prendeu a Salvador". O primeiro casamento da artista durou dois anos, e foi com o ator Otávio Müller com quem teve seu único filho, Francisco Gadelha Gil Moreira Müller de Sá, nascido em 25 de janeiro de 1995. Seu segundo matrimônio foi com o cineasta Rafael Dragaud, no início dos anos 2000. Durante o relacionamento, Gil engravidou duas vezes, mas sofreu abortos espontâneos, um deles no quinto mês. Foi casada, entre 2009 e 2013, com o mergulhador Carlos Henrique Lima.
Gil também já se relacionou com os atores Fábio Assunção, Marcos Palmeira, Caio Blat, Paulo Vilhena o apresentador Marcos Mion e o cantor Márcio Victor. Entre 2015 e 2023 foi casada com Rodrigo Godoy, professor de educação física. Em 2023, a artista anunciou o divórcio, depois de descobrir uma traição por parte do então marido com sua ex-estilista: o caso ocorreu enquanto ela realizava o tratamento contra o câncer. Em 24 de novembro de 2015 tornou-se avó de uma menina batizada como Sol de Maria, nascida na Clínica Perinatal, no Rio, na Barra da Tijuca, fruto da união de seu filho com a modelo Laura Fernandes. No início de 2025, Gil teve um envolvimento com o cantor Danrlei Orrico, conhecido pela alcunha artística de O Kanalha. Após o fato vir à tona, artista comentou que os dois desenvolviam uma "intimidade saudável".
Preta se declarava abertamente bissexual e pansexual, afirmando já ter tido relações sexuais com mulheres. A cantora também foi defensora dos direitos LGBT.

## Morte
Em janeiro de 2023, declarou que havia sido diagnosticada com câncer no intestino. Após meses em tratamento, foi submetida a uma cirurgia para retirada do tumor que deixou-a com uma ileostomia, uma deficiência física em que parte do intestino delgado é exposta no abdômen, e as fezes são recolhidas por meio de uma bolsa coletora no local. Em agosto de 2024, Preta anunciou que o câncer havia entrado no estado de recidiva, resultando em dois tumores nos linfonodos, um nódulo no ureter e uma metástase no peritônio, e retomou o tratamento com quimioterapia. Com isso, fez uma nova cirurgia nos dias 19 e 20 de dezembro de 2024 para remoção de tumores, durando 21 horas.
Em maio de 2025, Gil viajou para Nova Iorque, dando início ao tratamento com uso de medicamentos em fase experimental, e retornaria ao Brasil em agosto para serem dados os próximos passos pela equipe que assistia a cantora. Em 20 de julho de 2025, Preta morreu em Nova Iorque em meio ao tratamento do câncer no intestino, com a informação sendo divulgada pela assessoria de imprensa da cantora e da família. De acordo com informações dos familiares ao Jornal Nacional, da TV Globo, no dia posterior à sua morte (21), Gil passou mal quando estava perto de voar em direção ao Rio de Janeiro, sendo retirada do aeroporto em uma ambulância, de onde viria a morrer a caminho de um hospital na cidade. A cantora retornaria para a sua cidade-natal ao ser informada pelos médicos que todo o tratamento na cidade americana já havia sido feito. O velório de Preta aconteceu no dia 25 de julho no Theatro Municipal do Rio de Janeiro, atendendo a um pedido pessoal da cantora, e seu corpo foi cremado no Cemitério da Penitência, na região do Caju, passando por um cortejo no carro do corpo de bombeiros no mesmo itinerário de onde circulava o seu bloco no Carnaval, que foi nomeado de Circuito de Blocos de Rua Preta Gil através de um decreto do prefeito Eduardo Paes (PSD).

## Imagem pública

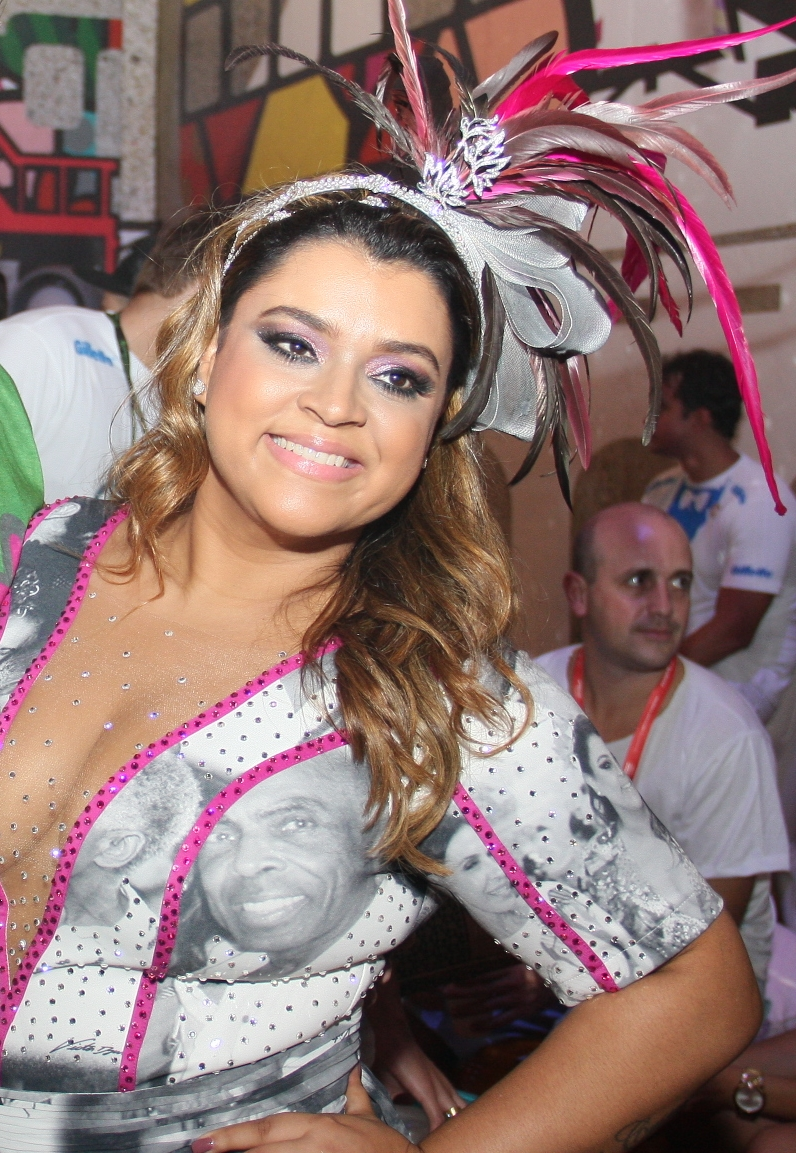
Gil no camarote do Carnaval do Rio de Janeiro (2013).

Em 2003, na época do lançamento de Prêt-à Porter, Gil foi alvo de intenso escrutínio por porte da mídia devido às imagens do encarte do álbum, em que aparece nua. Na época, seu pai, Gilberto, exercia a função de ministro da Cultura do primeiro governo Lula, o que gerou forte repercussão. Ela defendeu-se dizendo: "Antes de ser filha de um ministro, sou filha de um Tropicalista que questionou valores sociais e lutou contra tudo isso. A sociedade está ficando careta e hipócrita. É retrocesso. A nudez tem sentindo, já que esse trabalho teve um significado de renascimento, por isso apareço nua. [...] Não é apelo fácil para vender disco". Questionado pela revista ISTOÉ Gente sobre o que achou das imagens, Gil considerou que "essa era uma especialidade feminista" da filha. Para ele, "ela está fazendo a política das gordinhas, das rechonchudas. Está reivindicando vaidade, autoestima, reconhecimento da sua própria beleza que não é convencional. Acho generoso e até engenhoso da parte dela". Contudo, em outra ocasião, Preta revelou que foi aconselhada pelo pai a não utilizar fotos nua no disco e que tal apelo era "desnecessário".
Em fevereiro de 2008, a artista processou o Google por danos morais, alegando que os mecanismos de pesquisa do site associavam seu nome a palavras como "atriz gorda". Em novembro do mesmo ano, a RedeTV! foi obrigada a indenizá-la em 100 mil reais por danos morais. O processo foi movido depois que o programa Pânico na TV fez uma simulação parodiando uma queda que a artista sofreu dentro do mar, na praia de Ipanema, no Rio de Janeiro, e fez piadas sobre o seu peso. A sentença também determinou que o programa estava proibido de fazer referência ao nome e exibir a imagem dela.
Em 2014, Gil recusou um buquê de flores e um pedido de "desculpas" das mãos de Nicole Bahls e Matheus Mazzafera no Aeroporto Santos Dumont, no Rio de Janeiro. Na ocasião, a artista exigiu que o pedido viesse de Emílio Surita, apresentador do Pânico na Band, e de Márvio Lúcio, ator do programa. A cantora afirmou ainda que estudava um novo processo contra a Rede Bandeirantes e o programa. Ela pediu para a atração deixá-la em paz. O pedido de desculpas veio uma semana após o humorista Gui Santana tentar entregar à cantora uma coleção de roupas masculinas, todas gigantes, afirmando que teriam pertencido ao apresentador André Marques, que havia emagrecido. A artista também processou o então deputado federal Jair Bolsonaro pelas declarações do parlamentar em entrevista ao programa Custe o Que Custar, da Rede Bandeirantes, que foi ao ar em março de 2011. Entre várias declarações polêmicas, Bolsonaro teria dito que seus filhos não "correm risco" de se apaixonar por mulheres negras porque foram "muito bem-educados". A afirmação foi uma resposta a uma pergunta feita pela cantora. Em 2025, uma fake news de que ela teria zombado e chamado Bolsonaro de "saco de bosta" — em uma referência à bolsa de colostomia que o ex-presidente precisou usar depois da facada de 2018 —, viralizou nas redes sociais.

## Arte
Musicalmente, Gil gravou canções bastante orientadas para a MPB e o funk americano, com elementos de samba e axé music. Ela citava artistas como Madonna, Gal Costa, Janet Jackson, Baby do Brasil, Jennifer Lopez, Michael Jackson e Beyoncé como suas maiores influências musicais.

## Empresária

### Music2Mynd
Em 2017, em parceria com Fátima Pissarra e Carlos Scappini, Preta fundou a Mynd através da Music2, que operava a Vevo no Brasil. A empresa é especializada em música, marketing de influência e entretenimento, e atua fazendo gestão de imagem de seus agenciados, conexão entre personalidades e marcas para trabalhos publicitários, idealização e planejamento de ações publicitarias.
A Mynd tem em seu portfólio trabalhos com P&G, Avon, Natura, Rexona, Nissin, Grupo L'Oréal, Grupo O Boticário, Itaú, Hering, Bradesco, Amstel, Coca-Cola, AMBEV, Colgate, TikTok, Gol Linhas Aéreas, Monange, Hipermercado BIG, Claro, Big Brother Brasil, Americanas, Rommanel, Nescau, Mastercard, Pizza Hut, Netshoes, Instagram, dentre outras. A marca já realizou ações na Parada LGBT, no Rock in Rio e no Carnaval, e tem parceria comercial com o Multishow e com a Sony Music.
A agência ganhou o Prêmio Caboré 2019 na categoria Serviços de Marketing.

## Legado

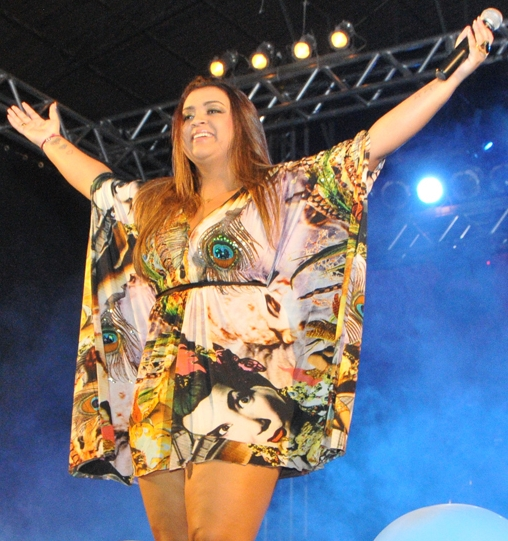
Gil se apresentando na Parada do Orgulho LGBT+ no Acre (2009)

Durante toda sua carreira, Gil foi uma voz ativa nas lutas contra o racismo, a gordofobia e a homofobia. A cantora sempre disse que sua existência era política. A CUT escreveu: "Numa indústria marcada pela exaltação de um padrão branco, magro e eurocentrado, ela ousou ser ela mesma. Mulher negra, de corpo fora dos padrões, enfrentou a gordofobia com peito aberto, denunciando a opressão estética e afirmando que beleza e potência não cabem em medidas. 'Cansei de me odiar, agora quero me amar', dizia em entrevistas". Foi notado que a artista "se embasou em um discurso poderoso que ligava imagem, identidade e estrutura social. Sabia que falar do próprio corpo era tocar em sistemas inteiros de opressão. Ela usou seu lugar público para isso. Em seus shows, falas e entrevistas, sempre reafirmava a importância da autoaceitação, mas também da transformação coletiva, incentivando todos e todas a refletirem sobre os papéis sociais impostos. Em entrevistas e redes sociais, falava abertamente sobre sua identidade e os desafios enfrentados por mulheres negras e fora dos padrões estéticos convencionais". O portal Terra escreveu: "Longe dos estereótipos de beleza impostos pela indústria [da moda], ela abraçou seu corpo e sua identidade, inspirando milhares de mulheres a fazerem o mesmo. Sua defesa fervorosa da liberdade, do amor em todas as suas formas e da inclusão era uma constante em suas falas e atitudes. Não à toa, celebridades e anônimos se uniram em uma corrente de homenagens após sua morte, ecoando o impacto de sua presença. O pesar foi sentido em diferentes gerações de artistas, que viam nela uma referência de coragem e representatividade".
Gil sempre foi uma figura que desafiou padrões. Foi notado que a repercussão da capa de seu primeiro álbum, Prêt-à Porter (2003), que em outros tempos poderia ter sido lida como apenas uma provocação estética, se transformou em marco político-cultural. Portais consideraram que a cantora, uma mulher negra, gorda e assumidamente livre em suas expressões, enfrentou o conservadorismo de frente. "Aquilo me custou muito. Mas também abriu caminhos", afirmava em diversas ocasiões. O jornal O Povo avaliou que, através de sua influência, Gil ajuda a redefinir o que significa ser belo. O veículo comentou que "a decisão da cantora de mostrar seus cabelos brancos foi mais do que uma simples mudança de visual; foi um ato de empoderamento. [...] Preta se tornou uma espécie de voz que ressoou profundamente, inspirando-as a abraçar suas características naturais, incluindo os cabelos brancos. Muitas mulheres que enfrentam preconceitos ou inseguranças sobre o envelhecimento encontraram nas palavras de Preta uma forma de se reerguer e redescobrir sua beleza interior. Com sua escolha, Preta se tornou um símbolo de que a beleza não está atrelada à juventude, mas sim à autenticidade e à valorização da própria história". Ao publicar fotos de biquíni nas redes sociais, mostrando seu corpo real, a artista "ajudou o público por incentivar mulheres a aceitarem detalhes do corpo como as celulites, comuns a todas, mas que são geralmente malvistos por elas". Em entrevista à revista Vogue, a cantora expressou: "A cada mulher que me fala que se libertou através de uma atitude minha, uma foto ou uma frase, eu também me conheço mais como mulher".
Para a população LGBT, além de sua carreira na música, Gil deixou um legado com base em seu ativismo nos direitos LGBT, ganhando em março de 2014 o Troféu Triângulo Rosa, maior condecoração brasileira deste nicho, que premiou a cantora pelo trabalho contra a LGBTfobia. Seu carnaval, o Bloco da Preta, tornou-se uma das maiores celebrações de diversidade do Brasil, espaço de liberdade e acolhimento. Era comum vê-la nos trios com bandeiras arco-íris, gritando por respeito, amor e cidadania para todas as identidades de gênero e orientações sexuais. Quando o casamento civil entre pessoas do mesmo sexo ainda era uma discussão no país, em 2011, Gil foi até o Congresso para defender uma mudança na lei, declarando: "Eu sou bissexual assumida, fui muito atacada por isso. Estou aqui como mulher, como cidadã, fazendo a minha parte e, obviamente, sendo artista e podendo emprestar a minha voz para amplificar ainda mais a voz deles todos". Após seu falecimento, a Prefeitura do Rio de Janeiro oficializou em 24 de julho o nome "Circuito Preta Gil" para o trajeto dos megablocos de Carnaval no Centro da cidade. Uma placa foi instalada na Avenida Presidente Antônio Carlos, marcando o reconhecimento à cantora, que desfilou por mais de duas décadas no local e se tornou símbolo das festividades da cidade.
O tratamento da artista contra o câncer foi marcado por coragem e transparência. Desde o diagnóstico, ela compartilhou com o público cada etapa do tratamento, incluindo cirurgias complexas, sessões de quimioterapia e momentos de vulnerabilidade. Sobre isso, a Sociedade Brasileira de Oncologia exaltou seu legado de enfrentamento público da doença e conscientização para o público da busca por ajuda, declarando: "Enfrentamento público do câncer ajudou a quebrar tabus e serviu de inspiração para muitos fãs e pacientes". Em outra matéria, o portal Terra destacou: "Sua batalha contra o câncer, acompanhada de perto pelo público, humanizou a doença e trouxe à tona a importância da saúde mental e do apoio emocional. Seu legado vai além da música, abrangendo a coragem de viver plenamente, de rir, chorar e lutar com dignidade. A ausência de dor em seus últimos instantes e o amor que a envolveu oferecem um conforto para seus entes queridos e para todos que foram tocados por sua existência, reafirmando que o amor, de fato, vence a tudo, até mesmo a dor mais profunda".

## Discografia
Álbuns de estúdio
- Prêt-à Porter (2003)
- Preta (2005)
- Sou Como Sou (2012)
- Todas as Cores (2017)

## Filmografia

### Televisão
| Ano     | Programa             | Personagem / Cargo      | Nota                                 |
| ------- | -------------------- | ----------------------- | ------------------------------------ |
| 2003    | Agora É que São Elas | Vanusa Silveira         |                                      |
| 2004    | Caixa Preta          | Apresentadora           |                                      |
| 2007    | Caminhos do Coração  | Helga Silva da Silveira |                                      |
| 2008    | Os Mutantes          | Helga Silva da Silveira | Episódios: "3 e 4 de junho"          |
| 2008    | Ó Paí, Ó             | Magda                   | Episódio: "Fiéis e Fanáticos"        |
| 2010    | Vai e Vem            | Apresentadora           |                                      |
| 2010    | As Cariocas          | Gláucia                 | Episódio: "Internauta da Mangueira"  |
| 2010    | Ti Ti Ti             | Ela mesma               |                                      |
| 2011–13 | Esquenta!            | Comentarista            |                                      |
| 2011    | CQC                  | Apresentadora especial  | Episódio: "8 de agosto"              |
| 2012    | Cheias de Charme     | Ela mesma               | Episódio: "31 de julho"              |
| 2012    | 220 Volts            | Ela mesma               | Episódio: "Fama"                     |
| 2012    | The Voice Brasil     | Mentora assistente      |                                      |
| 2013    | Pé na Cova           | Ela mesma               | Episódio: "Quero Morrer no Carnaval" |
| 2013    | Medida Certa         | Participante            |                                      |
| 2015    | MasterChef           | Jurada especial         | Episódio: "Final"                    |
| 2015    | Vai que Cola         | Flor de Liz             | Episódio: "Ripongô Geral"            |
| 2021–22 | Show dos Famosos     | Jurada                  |                                      |
| 2022–25 | Em Casa com os Gil   | Participante            |                                      |
| 2023    | Angélica: 50 e Tanto | Ela mesma               | Episódio: "Vida"                     |
| 2024    | TVZ                  | Apresentadora           | [ 114 ]                              |

### Cinema
| Ano  | Título          | Personagem    |
| ---- | --------------- | ------------- |
| 2006 | Os Sem-Floresta | Stella (voz)  |
| 2011 | Billi Pig       | Dona Generosa |
| 2018 | Crô em Família  | Ela mesma     |
| 2022 | Filho da Mãe    | Ela mesma     |

### Internet
| Ano  | Título          | Personagem | Nota             |
| ---- | --------------- | ---------- | ---------------- |
| 2015 | Preta Vai Casar | Ela mesma  | Série documental |

### Streaming
| Ano  | Título             | Personagem / Cargo | Nota             |
| ---- | ------------------ | ------------------ | ---------------- |
| 2024 | Voz da Consciência | Ela mesma          | Série Documental |

## Teatro
| Ano  | Título                | Personagem                 | Nota                     |
| ---- | --------------------- | -------------------------- | ------------------------ |
| 2006 | Um Homem Chamado Lee  | Ivanildo Ribeiro/Linda Lee | Direção de Rodrigo Pitta |
| 2019 | Mais Preta Que Nunca! | Ela mesma                  | Monólogo                 |

## Rádio
| Ano     | Título      | Personagem    | Nota                     |
| ------- | ----------- | ------------- | ------------------------ |
| 2010–11 | Noite Preta | Apresentadora | Programa de rádio online |

## Turnês
| Oficiais - Turnê da Preta (2004–06) - Noite Preta (2008–11) - Baile da Preta (2012–24) | Promocionais - Noite Preta Remember (2016) Bloco de Carnaval - Bloco da Preta (2009–25) |